# 武亿

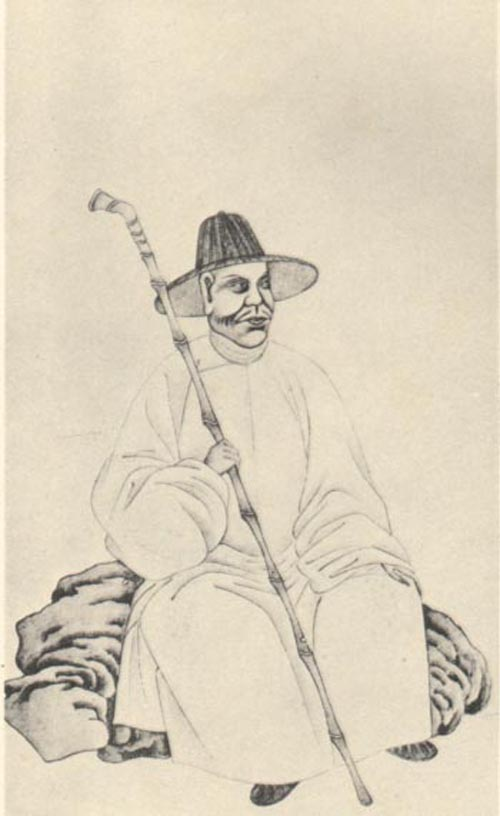
《清代学者象传》第二集之武亿像

武亿（1745年—1799年），字虚谷，又字授堂。河南偃师人，清朝政治人物。

## 生平
武億生於乾隆十年乙丑（1745年）。十二歲，九經、諸子文已能成誦，為文下筆千言。乾隆三十年乙酉（1765年）應童子試，縣令王垂絡大為激賞，拔置第一。好獨游，常流連於廢寺荒墟，窅然懷想。偶爾檢得古人一二石碣遺跡，撫摩終日。乾隆三十五年庚寅（1770年），鄉試中舉。乾隆四十五年（1780年）庚子恩科进士三甲十名，任博山知县。以捕治和珅所遣不法番役而罷官，居官僅七個月。主修《鲁山县志》与《安阳县志》，又主讲临清州青源书院及邓州春风书院。创办范泉书院。嘉慶四年己未（1799年）病卒。

## 著作
著有《经读考异》、《群经义证》、《偃师金石记》、《授堂诗钞》等。

## 家族
世居山東聊城。始祖武恂，在明代以軍功官指揮使，駐河南懷慶府。順治九年，曾祖武維翰始遷居偃師，遂為河南府偃師縣人。
有子武穆淳。

## 延伸阅读
[在维基数据编辑]
 《清史稿·卷488》
 《清史稿/卷481》，出自趙爾巽《清史稿》
 在维基共享资源阅览影像